# Рухча-1 (Столинский район)
Рухча-1 (бел. Ру́хча-1) — агрогородок в Столинском районе Брестской области Беларуси. Административный центр Рухчанского сельсовета.

## География
Расположен в 21 км напрямую на северо-запад от города Столин, в 233 км от Бреста, в 10 км от железнодорожной станции Видибор.

## История
В 2011 году деревня Рухча-1 преобразована в агрогородок.

## Население

### Численность
- 2009 год — 249 жителей

### Динамика
- 1999 год — 309 жителей (перепись населения)
- 2001 год — 293 жителя, 145 дворов[3]
- 2009 год — 249 жителей (перепись населения)

## Достопримечательность
- Свято-Николаевская церковь (построена в 1730 году) —  Историко-культурная ценность Республики Беларусь, шифр 112Г000696.
  - Икона «Матерь Божья Одигитрия» (1760) перенесена из иконостаса Свято-Николаевской церкви деревни Рухча-1 в Церковь Рождества Пресвятой Богородицы деревни Радчицк.
- Памятник землякам, погибшим в Великой Отечественной войне.

## Известные лица
- Веренич, Вячеслав Леонтьевич (1924—1999) — белорусский языковед, славист, кандидат филологических наук.
- Ефименко, Антонина Григорьевна (род. 1964) — белорусский экономист, доктор экономических наук, доцент, профессор.